# Lady Helen's Escapade
Lady Helen's Escepade is een Amerikaanse korte film uit 1909 geregisseerd door D.W. Griffith.

## Verhaal
Een rijke vrouw is verveeld en besluit naar een vrouwenpension op het platteland te gaan. Daar wordt ze verliefd op een violist, waardoor ze echter de jaloezie van al haar medebewoners over zich heen krijgt.

## Rolverdeling
| Acteur                            | Personage   |
| --------------------------------- | ----------- |
| Florence Lawrence                 | Helen       |
| David Miles                       | Vioolspeler |
| Anita Henrie [sic, Anita Hendrie] |             |
| Owen Moore                        | vriend      |
| Dorothy West                      | Meid        |
| Herbert Prior                     | politieman  |
| Mack Sennett                      | gast        |
| John R. Cumpson                   | gast        |
| Arthur V. Johnson                 | gast        |
| Vivian Prescott                   | gast        |
| Dorothy Bernard                   | gast        |